# 케이 캐넌
케이 캐넌(Kay Cannon, 1974년 8월 21일 ~ )은 미국의 영화 각본가, 감독, 제작자, 배우이다. 2018년 영화 《블로커스》를 통해 감독 데뷔하였다.

## 작품 목록
- 블로커스 (2018)
- 신데렐라 (2021)